# Tucanet becgroc
El tucanet becgroc (Aulacorhynchus sulcatus calorhynchus) és una espècie d'ocell de la família dels ramfàstids (Ramphastidae) que habita Sierra Nevada de Santa Marta, al nord-est de Colòmbia i la Serralada de Perijá, a l'oest de Veneçuela.